# Archegosaurus
Archegosaurus — викопний рід темноспондилів. Жив на території теперішньої Німеччини за пермського періоду. Відомий із багатьох зразків різних вікових категорій. Темноспондил із витягнутими щелепами, що надавали тварині деякої подібності до гавіала.

## Палеобіологія
За дев‘ятнадцятого століття побутувало припущення про спорідненість тварини з рептиліями (на думки про яких форма щелеп справді наводить). Згодом її визнали амфібією, й трималися уявлення про подібність фізіології до сучасних родичів. Автори дослідження біології архегозавра 2017 року однак, дійшли висновку, що його метаболізм був у багатьох відношеннях подібнішим до риб, що мають легені, аніж до безпанцирних. Це був прісноводний хижак, що живився переважно рибою (зокрема, акантодами), молоді особини могли мати зовнішні зябра, а дорослі покладатись на легені та внутрішні зябра.

### Онтогенез
Подібно до багатьох темноспондилів, архегозавр не проходив метаморфозу як безхвості. Молоді особини були схожими на дорослих, вікові зміни зводились переважно до збільшення тварини загалом та осифікації скелету (що навіть у дорослих архегозаврів була менш повною аніж у більшості темноспондилів).